# Patrik Baab
Patrik Baab (* 29. Mai 1959 in Neunkirchen) ist ein deutscher Journalist und Autor.

## Leben
Im Juni 1978 wurde ihm der Scheffelpreis als bester Deutschabiturient von der Literarischen Gesellschaft Karlsruhe verliehen. Er studierte von 1979 bis 1986 an der Universität Mannheim Politikwissenschaften und Germanistik. Er war 1985 am Lehrstuhl des Historikers Hermann Weber als Mitarbeiter tätig für eine Quellengeschichte des Parlamentarismus und der Politischen Parteien. Auch erschien von ihm 1985 eine Rezension in der Zeitschrift Das Argument über Marx, Engels und die Ästhetik und Lyrik 1979 in der Literaturzeitschrift Am Erker.
Zuerst arbeitete er für den Saarländischen Rundfunk und später für den Hessischen Rundfunk, wo er nach dem Studium sein Volontariat begann. Er war ab 1997 für den NDR in Kiel tätig. Baab berichtete neben Russland, Großbritannien, dem Balkan, Polen und dem Baltikum aus Afghanistan.
Baab war 2009 Mitglied des „Ehemaligen-Beirats der Friedrich-Ebert-Stiftung“.
In dem 2017 publizierten Buch Im Spinnennetz der Geheimdienste stellt Baab gemeinsam mit Robert E. Harkavy eine Verbindung zwischen dem Tod Uwe Barschels und dem Mord am schwedischen Ministerpräsidenten Olof Palme sowie dem ungeklärten Tod des ehemaligen CIA-Chefs William Colby her. Diese „politischen Morde“ seien „Teil einer einzigen Geschichte“, nämlich der Iran-Contra-Affäre, und Resultat einer weltweiten „Säuberungsaktion, mit der unliebsame Zeugen und abtrünnige Helfer einer politischen Verschwörung aus dem Weg geräumt werden sollten“.
Baab tritt in Videos des YouTube-Kanals Druschba FM auf, der russische Kriegspropaganda in Deutschland verbreitet.

## Kritik
Weil er durch seine Anwesenheit als Wahlbeobachter bei den Scheinreferenden in den russisch besetzten Gebieten der Ukraine zur Legitimation der „völkerrechtswidrigen und inhumanen Scheinreferenden, die Teil einer imperialistischen Politik und eines verbrecherischen Krieges sind“, sowie der Legitimation von „Mord, Folter, Verstößen gegen die Humanität und das Völkerrecht“ beigetragen haben sollte, wurde Baab 2022 von der Hochschule für Medien, Kommunikation und Wirtschaft in Berlin der Lehrauftrag entzogen, eine Entscheidung, die 2023 vom Schleswig-Holsteinischen Oberverwaltungsgericht jedoch als rechtswidrig verworfen wurde.
Ab 2014 ist er dort Lehrbeauftragter für Journalismus gewesen. Sein 2023 veröffentlichtes Buch Auf beiden Seiten der Front im Russisch-Ukrainischen Krieg sorgte für Kritik und Kontroverse.

## Publikationen
- mit Robert E. Harkavy: Im Spinnennetz der Geheimdienste, Westend Verlag, Frankfurt/Main 2017 (Überarbeitete und erweiterte Neuausgabe 2019).
- Recherchieren, Westend Verlag, Frankfurt/Main 2022.
- Auf beiden Seiten der Front, fifty-fifty, Frankfurt/Main 2023.
- Propaganda-Presse Verlag Hintergrund, Berlin 2024.

### Filme (als Autor)
- 2003: Brauner Terror. Rechtsextremismus in St. Petersburg, NDR[20]
- 2003: In Bildern denken. Überlegungen zur Fernseh-Recherche in Mehr Leidenschaft Recherche, Hrsg. Thomas Leif, S. 219–239[21]
- 2005: Gefährliche Fracht aus der Ostsee – Die Spur des russischen Öls (mit Andreas Kirsch), NDR[22]
- 2007: Der Tod des Uwe Barschel – Skandal ohne Ende (mit Stephan Lamby und Andreas Kirsch), ARD
- 2007: Schlaflos in St. Petersburg. Ein Streifzug durch die Weißen Nächte, NDR
- 2014: Unsere Geschichte – Stille Rebellen. Eine Partei gegen die SED (mit Michael Günther), NDR[23]